# Ум-Хаджер
Ум-Хаджер (фр. Oum Hadjer, араб. أم حجر‎) — город в Чаде, расположен в регионе Батха и является административным центром департамента Восточная Батха. Также «Ум-Хаджер» это название одноимённой супрефектуры, в которой находится город.

## История
В этом городе происходили вооружённые столкновения правительства и повстанцев в 1982, 1990, и 2008 годах.
30 января 2008 года город был захвачен войсками повстанцев.

## Географическое положение
Ум-Хаджер находится на высоте 354 метров над уровнем моря. Он расположен большей частью на левом, а также на правом берегах пересыхающей реки Батха.

## Климат
| Показатель                                                                      | Янв. | Фев. | Март | Апр. | Май  | Июнь | Июль  | Авг.  | Сен. | Окт. | Нояб. | Дек. | Год   |
| ------------------------------------------------------------------------------- | ---- | ---- | ---- | ---- | ---- | ---- | ----- | ----- | ---- | ---- | ----- | ---- | ----- |
| Средний суточный максимум, °C                                                   | 35,1 | 36,8 | 39,4 | 41,1 | 40,2 | 38,2 | 34,3  | 31,7  | 34,0 | 36,9 | 36,3  | 35,3 | 36,6  |
| Средняя температура, °C                                                         | 25,4 | 27,2 | 30,3 | 32,7 | 32,7 | 31,4 | 28,6  | 27,6  | 27,7 | 28,9 | 27,3  | 25,6 | 28,7  |
| Средний суточный минимум, °C                                                    | 15,7 | 17,5 | 21,2 | 24,3 | 25,2 | 24,7 | 22,8  | 21,6  | 21,4 | 20,8 | 18,3  | 16,0 | 20,8  |
| Норма осадков, мм                                                               | 0,0  | 0,0  | 1,5  | 2,0  | 10,0 | 34,5 | 114,2 | 180,9 | 61,5 | 6,9  | 0,0   | 0,0  | 411,5 |
| Источник: (недоступная ссылка с 01-09-2015 [3634 дня] — история, копия) (англ.) |      |      |      |      |      |      |       |       |      |      |       |      |       |

## Транспорт
Город расположен на главной дороге между Хартумом и Нджаменой. Две части Ум-Хаджера на противоположных берегах реки соединены мостом. В нём есть аэропорт.

## Демография
Население города, а также всей супрефектуры Ум-Хаджер по годам составляет около:
| 1993   | 2009   | 2012   |
| ------ | ------ | ------ |
| 14 190 | 26 552 | 28 266 |